# Pech Petit
Pech Petit est une association française œuvrant pour l'accueil des chevaux âgés ou malheureux, fondée en juillet 1970 à Marcq-en-Barœul par Josette Boon, et dont le premier centre d'accueil créé se situait historiquement dans le Lot, près de Cahors.

## Histoire
Il s'agit, à l'époque de sa création, de la première œuvre associative française visant à offrir une retraite aux chevaux, notamment ceux des centres équestres jusqu'alors promis à l'abattoir. La fondatrice, Josette Boon, décède en 1987. L'association héberge environ 240 équidés en 2000 et fonctionne avec des centres d'accueil dans toute la France, environ 40 en 2012. Entre 1999 et 2006, elle connaît des difficultés d'ordre financier,,. Le conseil d'administration prend la décision de mettre en sommeil le site historique du Lot . Comme c'était déjà le cas pour la majorité des équidés de l'Œuvre, les centres d'accueil de Loire-Atlantique (ouverts par la Fondatrice) et de l'Indre prennent en charge tous les pensionnaires de l'Œuvre, avec l'aide des 5 centres du Sud Ouest.

## Influence
Plus ancienne association française pour l'accueil des équidés âgés ou malheureux), elle est créée le 17 juillet 1970 (Journal officiel de la république française n° 164, p 6695)
Son président a pris position en janvier 1989 contre la caudectomie des chevaux de trait.
Deux livres ont été rédigés en faveur de l'Œuvre, le premier sous le contrôle de la Fondatrice : Le Bonheur existe même pour les chevaux de Xavier Six (Ed. Best Seller), qui retrace la création et les premières années de l'Œuvre de Pech Petit, incluant les premiers arrivés dans le centre lotois et la nécessité d'étendre l'action aux premiers centres d'hébergement en France.
Le second, Le Dernier Galop, écrit par Georges Fleury, parle longuement des chevaux de Pech Petit en croisant les destins de différents chevaux sauvés de la boucherie : Coco, un montagnard sauvé quatre fois de la mort par des enfants d'Annemasse ; Bayard, un cheval cantonnier usé au travail ; Lisette, une jument de spectacle équestre envoyée tracter des corbillards ou encore Ut Majeur, un cheval de sport équestre qui a vécu trois championnats du monde et deux éditions des jeux olympiques.
Pech Petit compte près de 300 équidés (2/3 de chevaux et 1/3 de poneys) courant 2013